# Marburger Straße (Berlin)
Die Marburger Straße ist eine in der Berliner City West gelegene, kleine Wohn- und Geschäftsstraße. Nach ihrer Anlage kurz vor der Jahrhundertwende war sie in den 1920er Jahren Ort künstlerischen, homosexuellen und jüdischen Lebens und Kultur. Nach der kulturellen Zerstörung durch den Nationalsozialismus ab den 1930er Jahren wurden im Zweiten Weltkrieg auch große Teile der Bebauung der Straße zerstört.
Heute ist die Straße vornehmlich durch einige im Abschnitt zur Tauentzienstraße gelegene Restaurants und Einzelhändler geprägt.

## Anlage und Neuer Westen

Die Marburger Straße um 1900

Die Marburger Straße war im ersten Berliner Bebauungsplan, dem Hobrecht-Plan von 1862, der die planerische Grundlage des gesamten „Neuen Westens“ skizzierte, noch nicht ausgewiesen. Sie wurde zwischen 1893 und 1896 angelegt und nach der Stadt Marburg benannt. Die Straße ist rund 280 Meter lang und eine der Verbindungsstraßen der Tauentzienstraße mit der Augsburger Straße. Verwaltungstechnisch gehört sie zum Ortsteil Charlottenburg im Bezirk Charlottenburg-Wilmersdorf.
Die in den ersten Jahren nach Anlage der Straße in gründerzeitlicher Manier errichteten Bauten waren für Mieter aus dem gehobenen Bürgertum bestimmt. So wurde 1897 in der Marburger Straße 3 ein architektonisch aufwendiges Mehrfamilienhaus errichtet, mit ursprünglich acht bis zwölf Zimmern je Wohnung. Im Nachbarhaus Nr. 4, einem prächtigen Backsteingebäude, betrieb die evangelische Stiftung Marienstift unter der Leitung von Oberin Elise von Rauch das Hospiz des Westens für junge berufstätige Frauen. Häufiger Gast war Rainer Maria Rilke.
Anfang des 20. Jahrhunderts lebte der Schriftsteller und zeitweilige Chefredakteur des Kladderadatsch, Johannes Trojan, in der Marburger Straße 12. Die damalige Randlage der Straße  beschreibt er damit, dass er „bei seinem Zuzug den Blick noch frei auf kleine Kartoffel- und Roggenfelder“ hatte.

## Die „Goldenen Zwanziger“

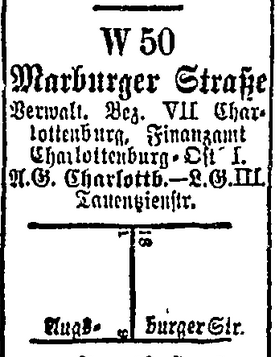
Schema des Straßenverlaufs mit Hausnummern,
Berliner Adressbuch, 1926

Wie viele der umliegenden Straßen war auch die Marburger Straße in den „Goldenen Zwanzigern“ und frühen 1930er Jahren geprägt von einer Mischung aus künstlerischer Bohème, offen gelebter homosexueller Kultur und jüdischem Leben. Eine Zeitzeugin schilderte später die Atmosphäre vor Ort, als sie um 1930 ohne Erfolg ein Restaurant eröffnete: „[…] in der Marburger Straße. Gleich hinter dem Tauentzien liegt die. Das war eine gute Gegend, nahe an Zoo und Kurfürstendamm, aber es war die falsche Zeit. In diesem Restaurant verkehrten viele Juden, das waren Schauspieler, das waren Künstler, Schriftsteller, und sie waren anspruchsvoll! Sie wollten dies, sie wollten jenes und den ganzen Tag saßen sie da bei einem Mineralwasser und debattierten. Die meisten waren arbeitslos und natürlich hungrig, immer hungrig. Sie wollten essen und später zahlen. Ich habe gekocht und angeschrieben und selten Geld gesehen, und die Nazis haben mir jeden Tag dann auch zwei Mann geschickt, die sollte ich freiwillig verköstigen.“
Mit dem „Schlichter“ und dem „Mutzbauer“ lagen zwei stadtbekannte Künstlerlokale in der Marburger Straße. Das Restaurant „Schlichter“ hatte bereits 1917 eröffnet, sein Inhaber war Max Schlichter, der ältere Bruder des Malers Rudolf Schlichter. Rudolf Schlichter, Dadaist und Mitglied der Novembergruppe, pflegte zahlreiche Verbindungen zu anderen Künstlern der Stadt. Durch ihn wurde das Lokal in Künstlerkreisen bekannt, im Gegenzug hängte Max Schlichter im Restaurant als eine Art Dauerausstellung vornehmlich Bilder seines Bruders auf. Frühe Stammgäste waren der Maler und Zeichner George Grosz, der Schriftsteller Carl Einstein und der junge Bertolt Brecht. Im Jahr 1925 zog das „Schlichter“ an die Ecke Ansbacher/Martin-Luther-Straße um, wo es sich in den folgenden Jahren zu einem der führenden Künstlerlokale der Stadt entwickelte. 1933 starb Max Schlichter.
Eine nicht minder bekannte Adresse der Marburger Straße war die Nummer 2, dort befand sich das österreichische Restaurant „Mutzbauer“. Mitte der 1920er Jahre genoss es den Ruf, „besonders gut und billig“ zu sein, und wurde nicht nur viel vom Theaterpublikum frequentiert, sondern auch von den österreichstämmigen Künstlern der Stadt. Der Schriftsteller und Kritiker Alfred Polgar sprach dem Mutzbauer eine für Berlin seltene, typisch wienerische, entspannende Wirkung zu. Neben Schriftstellern wie Klabund oder Carl Zuckmayer verkehrten dort vor allem Theater- und Filmleute sowie Schauspieler, beispielsweise  Fritz Lang, Peter Lorre, Elisabeth Bergner, Rudolf Forster und Walter Reisch, Carola Neher, Billy Wilder, sowie Willy Fritsch, Grete Mosheim, Gerda Maurus, Sybille Binder und Lissy Arna.
In der Marburger Straße 13 befanden sich zwei lesbische Clubs. Neben dem auch für voyeuristische Touristen und Männer zugänglichen „Chez ma belle soeur“ befand sich dort mit dem „Café Domino“ eine der ersten Adressen lesbischen Lebens in der Stadt. Es wurde bevorzugt von maskulinen Frackträgerinnen („kesse Väter“) in Begleitung ihrer „Mädis“, es wurden Cocktails, Sekt und Sherry angeboten und man spielte Jazzmusik.
Die Schriftstellerin Irmgard Keun lebte Anfang der 1930er Jahre in einem Pensionszimmer in der Marburger Straße. In ihrem zweiten Roman Das kunstseidene Mädchen skizzierte sie unter anderem das lesbische Leben in der Straße aus der Perspektive der Protagonistin, einer jungen, heterosexuellen neuen Frau. Aus deren Blickwinkel heraus wurden die den Club besuchenden, sich maskulin gerierenden Frauen als „pervers“ empfunden.

## Nationalsozialismus und Zweiter Weltkrieg

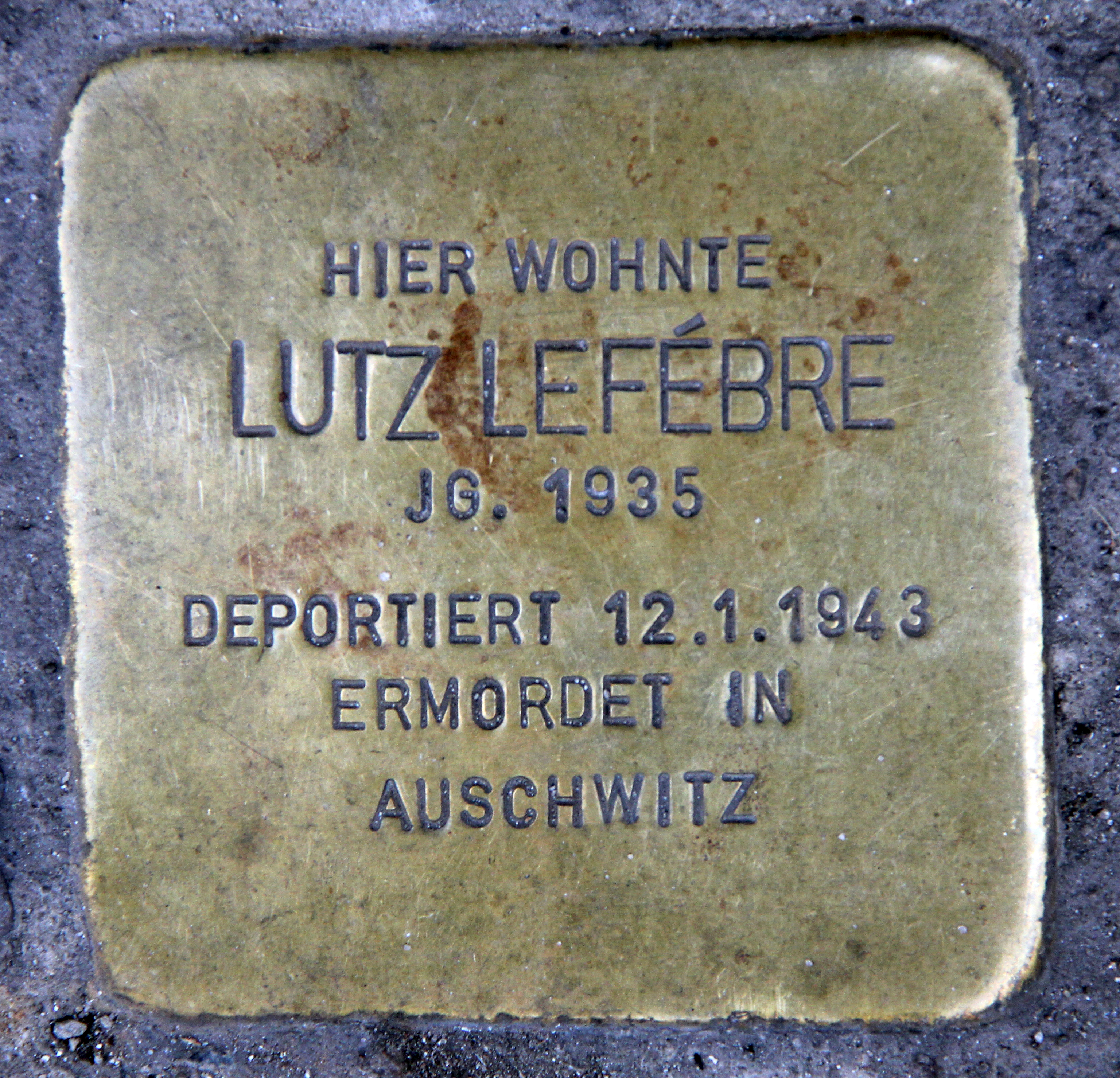
Stolperstein Marburger Straße 3

In der Marburger Straße 5 befanden sich jüdische Organisationen wie ein Clubheim für Frauen des jüdischen Frauenbundes oder die zu ihrer Zeit europaweit einzigartige Berliner Jüdische Volkshochschule ihren Sitz. In der Zeit des Nationalsozialismus mussten sie alle weichen. Seit 1942 traf der Holocaust die jüdischen Anwohner auch der Marburger Straße: neunzehn Stolpersteine (darunter der am 8. Juni 2013 verlegte 2000. Stolperstein im Bezirk) erinnern seit Anfang des 21. Jahrhunderts an die Namen der Opfer und weisen zugleich darauf hin, wie sehr die kleine Straße zuvor vom jüdischen Leben geprägt war.
Als unmittelbar hinter der Tauentzienstraße gelegene Straße erfuhr die Marburger Straße im Zweiten Weltkrieg starke Schäden durch alliierte Luftangriffe. Bei Kriegsende war neben der Bebauung unmittelbar an der Tauentzienstraße die südliche Hälfte der Straße, die Hausnummern 6–13, völlig zerstört.

## Nachkriegszeit und Gegenwart
Die südliche Hälfte des Karrees zwischen Augsburger Straße, Rankestraße und Marburger Straße lag nach dem Abriss einiger letzter Bauten in den 1950er Jahren frei. Die dort entstandene Baulücke wurde lange als Parkplatz für Besucher von Kurfürstendamm und Tauentzienstraße genutzt und erst am 29. November 1982 durch die Anlage des Los-Angeles-Platzes geschlossen. Parkraum bietet seitdem eine Tiefgarage unter dem Platz. Der gesamte Park wurde am 1. Januar 1997 an den Parkhaus-Betreiber Contipark verkauft und damit privatisiert.

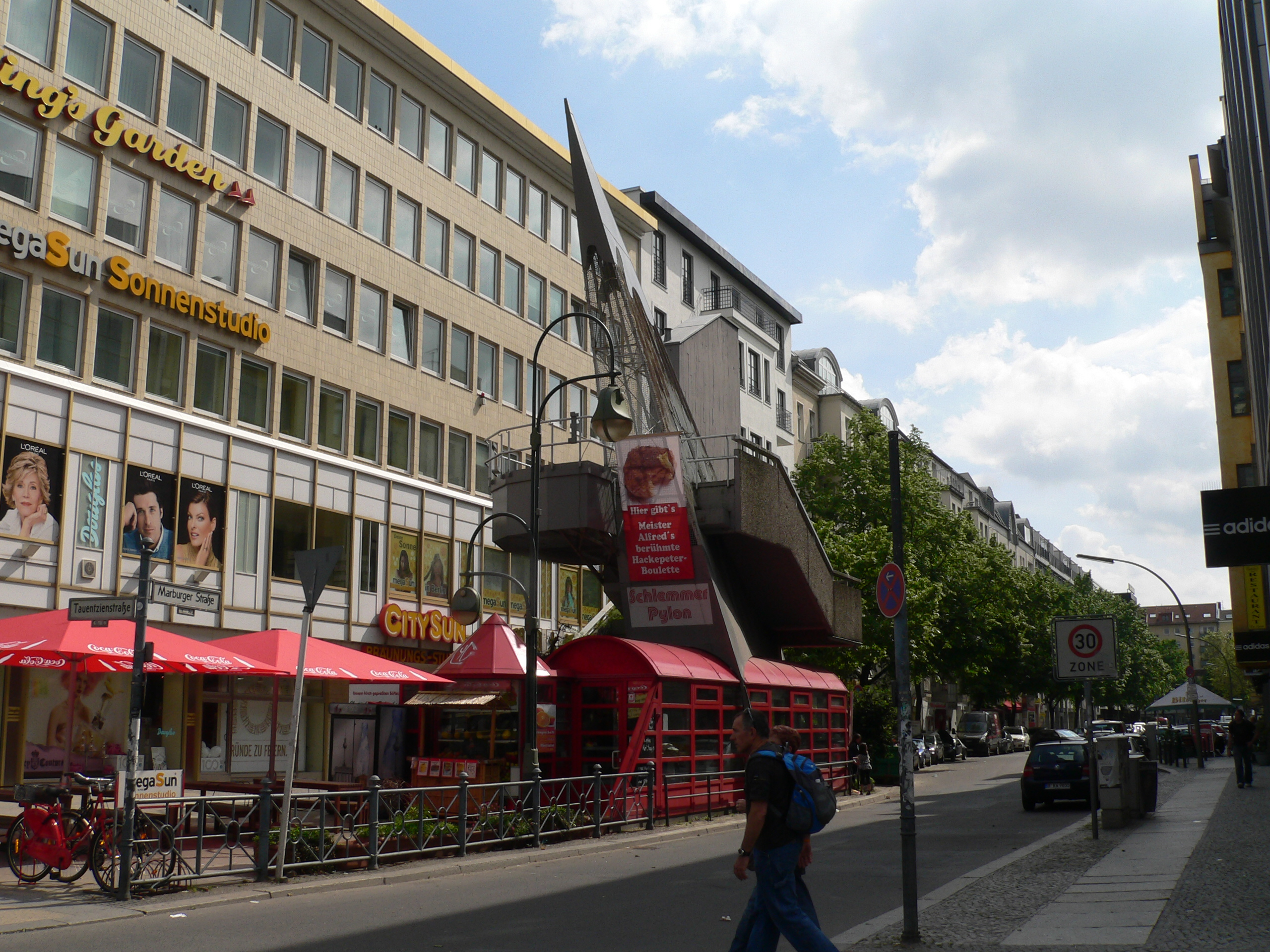
Marburger Straße, Blick zur Augsburger Straße mit dem 2010 abgerissenen Pylon

Im Jahr 1965 wurde für den Zugang zum damals neuerbauten Europa-Center eine 77 Meter lange Fußgängerbrücke von der Marburger Straße über die Tauentzienstraße errichtet. Ihr Bau war umstritten, weil sie den Blick von der Tauentzienstraße zur Kaiser-Wilhelm-Gedächtniskirche störte; sie wurde 1979 bis auf den Pylon in der Marburger Straße zurückgebaut. Dieser konnte nicht entfernt werden, weil Sicherheitsbedenken gegen eine Sprengung des Betonsockels bestanden. 1982 wurde der Pylon in einen Imbissstand einbezogen, der sich nach dem Fragment Schlemmer-Pylon nannte und laut Henryk M. Broder „von außen wie ein notgelandetes Raumschiff“ aussah. Da der Pylon die Marburger Straße aber von der Tauentzienstraße optisch abtrennte und so das Straßenbild beeinträchtigte, wurde der Bau 2010 entfernt und durch einen flacheren Imbissstand ersetzt.
Heute ist die Marburger Straße eine vergleichsweise unauffällige Geschäfts- und Wohnstraße, die im Abschnitt zur Augsburger Straße vor allem vom benachbarten Steigenberger Hotel, dem vorgelagerten Los-Angeles-Platz sowie von einem Verwaltungsbau der HUK-Coburg-Versicherung geprägt wird. Zur anderen Seite hin ist sie vor allem Seitenstraße der Tauentzienstraße. Ansässig sind dort einige Restaurants, darunter seit über drei Jahrzehnten das weit über Berlin hinaus bekannte italienische Restaurant Bacco. Durch eine aufwendige Restaurierung wurde mit der Marburger Straße 3 2009 auch das einzige noch weitgehend im Originalzustand erhaltene Gebäude aus der Zeit der Anlage der Marburger Straße wieder instand gesetzt. Es wird heute für Wohn-, Geschäfts- und kulturelle Zwecke genutzt.